# NeXT
 Der er for få eller ingen kildehenvisninger i denne artikel, hvilket er et problem. Du kan hjælpe ved at angive troværdige kilder til de påstande, som fremføres i artiklen.

NeXT Inc. (også kaldt NeXT Computer Inc. og NeXT Software Inc.) var et amerikansk computerfirma, der blev startet af Steve Jobs i 1986, efter at han blev fyret fra Apple.
NeXT Software lavede – i forbindelse med operativsystemet NeXTStep – flere legendariske computere. Den mest kendte nok er NeXT Cube som var en sort, matlakeret kube i magnesium på 1 fod × 1 fod.
NeXTStep blev senere til OpenStep og kunne køres på Intel-baserede systemer.
NeXT Software blev i 1997 solgt til Apple Computer.
Tim Berners-Lee brugte en NeXT-cube, da han lavede det første anvendelige World Wide Web-program.